# Leon Festinger
Leon Festinger (Manhattan, 1919. május 8. – New York, 1989. február 11.) amerikai szociálpszichológus. A kognitív disszonancia elméletének megalkotója. Fontos szerepet játszott a társas összehasonlítás elméletének kidolgozásában is, ezenkívül a nevéhez fűződik annak felfedezése, hogy az emberek közötti fizikai és pszichológiai közelség jelentős szerepet játszik a társas kapcsolatok alakulásában.

## Életútja
Alex Festinger és Sara Solomon Festinger orosz–zsidó bevándorlók gyermekeként született Brooklynban, New York államban, 1919-ben. 1939-ben a New York városi főiskolán szerzett alap diplomát (BA), majd elkezdte a mesterképzést (MA) és 1942-ben diplomázott az Iowa-i Egyetemen, ahol Kurt Lewin, a szociálpszichológia jeles alakja tanított. Pályafutása során Festinger az Iowa Egyetem, a Rochester Egyetem, a Massachusetts-i Technológiai Intézet (MIT), a Minnesota Egyetem, a Michigan Egyetem, Stanford Egyetem valamint a New School Szociológiai Kutatóintézet tantestületi tagja volt. Tanítványai közül leghíresebb Elliot Aronson.

## Családja
Az 1940-es években nősült meg, Mary Ballou zongoristát vette feleségül, három gyermekük született, később elváltak. Festinger 1969-ben nősült meg újra, Trudy Bradley lett a felesége, aki túlélte őt.

## Munkássága
Festinger leginkább a kognitív disszonancia elméletének megalkotásával vált ismertté, mely azt állítja, hogy amennyiben gondolataink és viselkedésünk között ellentmondás mutatkozik, az kellemetlen feszültséget okoz az egyénben. Ez arra ösztönzi az embereket, hogy az aktuális viselkedésükhöz illően megváltoztassák hozzáállásukat, gondolkodásmódjukat.
Festinger nevéhez fűződik még a társas összehasonlítás elmélete is, amely azt vizsgálja, hogy az emberek hogyan értékelik saját érzelmeiket a másokkal való kapcsolataik függvényében, és hogy a csoport hogyan gyakorol hatást az egyénre.
Festinger nagymértékben hozzájárult a szociális hálózat elméletének kialakításához is. A társas kapcsolatok alakulását vizsgálva, Festinger (Stanley Schachterrel és Kurt Back-kel együtt) kimutatta, hogy a társas kapcsolatok alakulását miként befolyásolja az emberek közötti fizikai közelség.
Pályafutásának elején Festinger Schachterrel és Back-kel karöltve azt vizsgálta, hogy az általános normákat mennyivel könnyebb érvényre juttatni egy sűrűbb társadalmi hálózat keretein belül.

## Művei angol és német nyelven (válogatás)
- An experimental test of a theory of decision. University of Iowa, 1942 (disszertáció)
- A theory of cognitive dissonance. (deutsch: Theorie der kognitiven Dissonanz. Huber, Bern [u.a.] 1978, ISBN 3-456-80444-X)
- The human legacy. (deutsch: Archäologie des Fortschritts. Campus-Verlag, Frankfurt am Main [u.a.] 1985, ISBN 3-593-33480-1)

### Magyarul
- A kognitív disszonancia elmélete; ford. Berkics Mihály, Hunyady András; Osiris, Bp., 2000, 277 p., ill. (Osiris könyvtár. A szociálpszichológia klasszikusai, 1586-443X) ISBN 963-379-653-9

Magyar nyelven közreadott szociálpszichológiai gyűjteményes kötetekben jelentették meg egyes tanulmányait, köztük A csoportmércék működése; A kognitív disszonancia elmélete című tanulmánya pedig egy felsőoktatási szöveggyűjtemény vezető helyén szerepel.